# Bengkalis
La regència de Bengkalis (Afdeeling Bengkalis) fou una subdivisió administrativa de la residència de la Costa Oriental de Sumatra a les Índies Orientals Holandeses.
Estava formada per diversos estats que de nord-oest a sud-est i de la costa cap a l'interior eren: 
- Bangka (no s'ha de confondre amb l'estat de l'illa de Bangka)
- Tanah Poeteh (Tanah Putih)
- Rantau
- Koeboe
- Goenoeng Sahilan o Gunung Sahila (Pagaruyung)
  - Melayoe
  - Petapang
  - Piliang
  - Tjinago
- Confederació de Taboeng o Tapoeng Kanan (Tapung Kanan)
- Menangkabau
  - Suroasso
  - Pagar Ujong (surpimit el 1834)
- Siak (Siak Sri Indrapura)
  - Batin Lima
  - Dumai
  - Mandau
  - Pekan Baru
  - Teratak Buluh
- Territori del govern de Bengkalis (Illa de Bengkalis, illa de Rantau, illa de Rangsang i altres menors)
- Pelalawan o Palawan.

A partir de 1917 van quedar inclosos a la regència els següents estats:
- Batin Selapan
- Boekit Batoe (Datu Laksamana)
- Daloe-Daloe
- Goenoeng Sahilan
- Rantau Benoewang o Temboesai (Tambusei)
  - Rantau Benoewang (o Rantau Benuwang)
  - Kerenuwan (Kepanoehan/Kerenoewan)
  - Kotaintan (Koentodaressalam/Kota Intan)
  - Tambusei (Temboesai)
  - Rambah
  - Rokan (Kota Rokan Kiri)
- Sibajang
- Singingi i Logas (1919)
- Confederació de Taboeng o Tapoeng Kiri Oeroeng (Tapung Kiri)